# ハズ
ハズ（巴豆、Croton tiglium）は、トウダイグサ科ハズ属の植物。英名の Croton （クロトン）でも呼ばれるが、日本語でクロトンという場合は同科クロトンノキ属のヘンヨウボク（Codiaeum variegatum）を指すこともある。
種子から取れる油はハズ油（クロトン油）と呼ばれ、属名のついたクロトン酸のほか、オレイン酸・パルミチン酸・チグリン酸・ホルボールなどのエステルを含む。ハズ油は皮膚につくと炎症を起こす。
巴豆は『神農本草経下品』や『金匱要略』に掲載されている漢方薬であり、強力な峻下作用がある。走馬湯・紫円・備急円などの成分としても処方される。日本では毒薬または劇薬に指定されているため、通常は使用されない。
リンネの『植物の種』(1753年) で記載された植物の一つである。